# Librazhd distrikt
Librazhdis distrikt (albanska: Rrethi i Librazhdit) var ett av Albaniens 36 distrikt. Det hade ett invånarantal på 57 000 (2011) och en area av 1 023 km². Det var beläget i östra Albanien, och dess centralort var Librazhdi. Andra städer i distriktet var Prrenjasi.